# Museo Estatal Ruso
El Museo Estatal Ruso (en ruso: Государственный Русский музей), conocido hasta 1917 como Museo Imperial de su Majestad Alejandro III, es un museo de San Petersburgo ubicado en el Palacio Mijáilovski y dedicado íntegramente a artistas rusos. Junto a la Galería Tretiakov de Moscú es el más importante de su especialidad. Fue inaugurado el 13 de abril de 1895 por Nicolás II en memoria de su padre, el zar Alejandro III. Es el museo más grande de arte ruso de San Petersburgo y uno de los más grandes del país. 
La fecha de fundación de la sociedad internacional "Amigos del Museo Ruso" es el 19 de marzo de 1997. Actualmente, la Sociedad consta de 400 personas, 85 empresas y organizaciones. La Sociedad "Amigos del Museo Ruso" reúne a quienes brindan asistencia financiera, técnica y organizativa al museo. El Patronato está presidido por el V.P. Yevtushenkov

## Creación
El museo fue creado el 13 de abril de 1895 tras la coronación del zar Nicolás II en conmemoración de su padre, Alejandro III. Su colección original constaba de obras del Hermitage, el palacio de Alejandro y la Academia Imperial de las Artes. Tras la Revolución Rusa de 1917, muchas colecciones privadas fueron nacionalizadas y se trasladaron al Museo Ruso. Entre ellas se encontraba una versión del Cuadrado negro de Kazimir Malévich.

## Arquitectura
El edificio principal del museo es el Palacio Mijáilovski, la magnífica residencia neoclásica del Gran príncipe Miguel Pávlovich, erigida entre 1819 y 1825 con un diseño de Carlo Rossi en la Plaza de las Artes en San Petersburgo. Después de la muerte del Gran príncipe, la residencia pasó a conocerse con el nombre de su esposa, el Palacio de la Gran princesa Elena Pávlovna, y fue conocido por sus representaciones teatrales y bailes.
Alguna de las estancias del palacio conservan opulentos interiores italianos de la antigua residencia real. Otros edificios pertenecientes al museo son el Palacio de verano de Pedro I (1710-14), el Palacio de Mármol del conde Orlov (1768-85), el Castillo de San Miguel del emperador Pablo (1797-1801) y el Palacio Stróganov en la avenida Nevski (1752-54).

## Colección

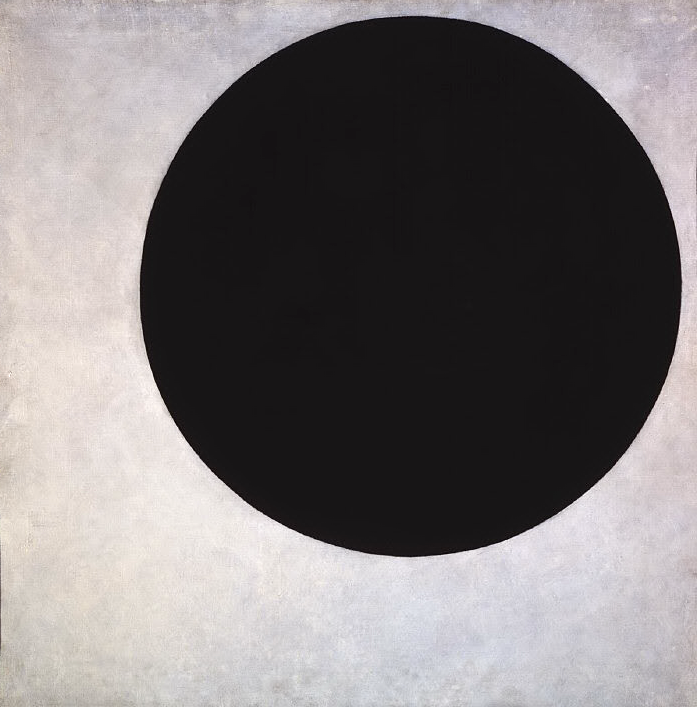
Círculo negro de Malevich 1924. Imagen de dominio público.QS:P571,+1924-00-00T00:00:00Z/9

El departamento de Etnografía se ubicaba originalmente en un edificio diseñado por Vasili Svinyín en 1902. El museo pronto comenzó a recopilar presentes de la familia del emperador, regalados por representantes de habitantes de varias regiones del Imperio ruso. Más adelante, el zar Nicolás II y otros miembros de la familia real adquirieron nuevas obras tras la falta de fondos del Estado. En 1934, el departamento de Etnografía pasó a ser un museo independiente llamado el Museo Ruso de Etnografía.

## Filial en Málaga
La ciudad de Málaga, donde habitan miles de ciudadanos rusos, llegó a un acuerdo para convertirse en la primera filial del museo fuera del país. El museo, llamado Colección del Museo Ruso San Petersburgo Málaga, abrió sus puertas en marzo de 2015. Las obras expuestas en Málaga varían desde iconos inspirados en el arte bizantino hasta el realismo social de la era soviética. La capacidad de este museo es de 2300 metros cuadrados y se encuentra ubicado en el edificio de La Tabacalera, antigua fábrica de tabaco de la década de 1920.
Tras la invasión rusa de Ucrania en 2022, la colección del museo regresó a Rusia en mayo de 2022 tras concluir la última exposición. 